# Maestro de la Santa Parentela el Joven

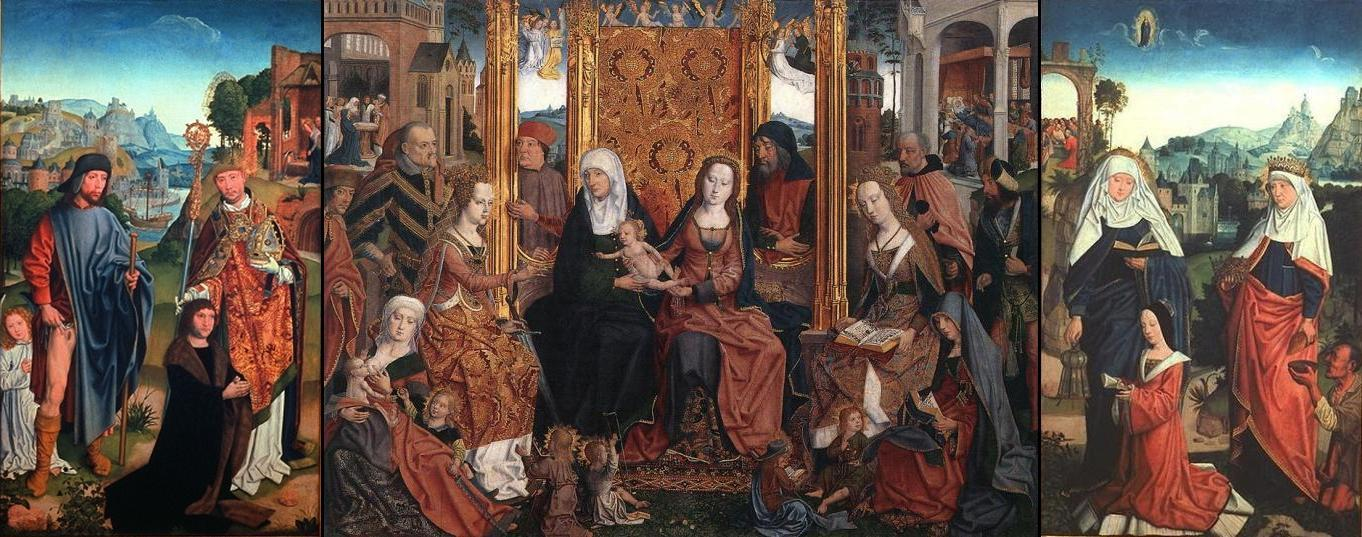
Tríptico de la Santa parentela, óleo y temple sobre tabla, 141 x 186 cm. Colonia, Museo Wallraf-Richartz

El Maestro de la Santa Parentela el Joven es la denominación convencional utilizada por la historiografía del arte para referirse a un pintor anónimo alemán de la Edad Media activo entre 1475 y 1515 en Colonia y sus alrededores. Es llamado el Joven para distinguirlo de otro maestro anónimo conocido con el mismo nombre, que trabajó en esa zona hacia 1410-1440. 

## Obras
Su nombre se deriva de un retablo que se encuentra en el Museo Wallraf-Richartz de Colonia, creado hacia 1503. La tabla central del tríptico es una representación del motivo de la sacra parentela de Jesús a la que se han incorporado también las imágenes de Santa Catalina y Santa Bárbara, lo que hace que la tabla sirva también como un matrimonio místico. Fue donado por Nikasius Hackeney, un administrador de impuestos en la Corte Imperial, e incluye retratos de él y su familia. 
Un intento de identificar al Maestro como Lambert von Luytge, un pintor que estuvo activo en Colonia aproximadamente al mismo tiempo, no fue concluyente. Las obras que se le atribuyen son ricas, numerosas y variadas, y van desde grandes retablos hasta pequeñas pinturas devocionales y vitrales. El tamaño de su producción sugiere que dirigía un gran taller. Se especula sobre dónde pudo haber recibido su formación y que su obra se parece a la de Stefan Lochner y a la de ciertos pintores flamencos, como Rogier van der Weyden, Justo de Gante y Hugo van der Goes. También se han sugerido conexiones con el Maestro de la Vida de la Virgen y el Maestro del Retablo de San Bartolomé. 
Se pueden distinguir dos períodos en su trabajo. Alrededor de 1490, parece que pudo haber hecho un viaje a los Países Bajos, después de lo cual sus tonos se vuelven más oscuros, su composición más precisa y sus escenas más realistas. Estas nuevas tendencias se materializan en un epitafio pintado para el cura Jacob Udeman von Erkelenz, en 1492. 
Otras obras importantes incluyen: 

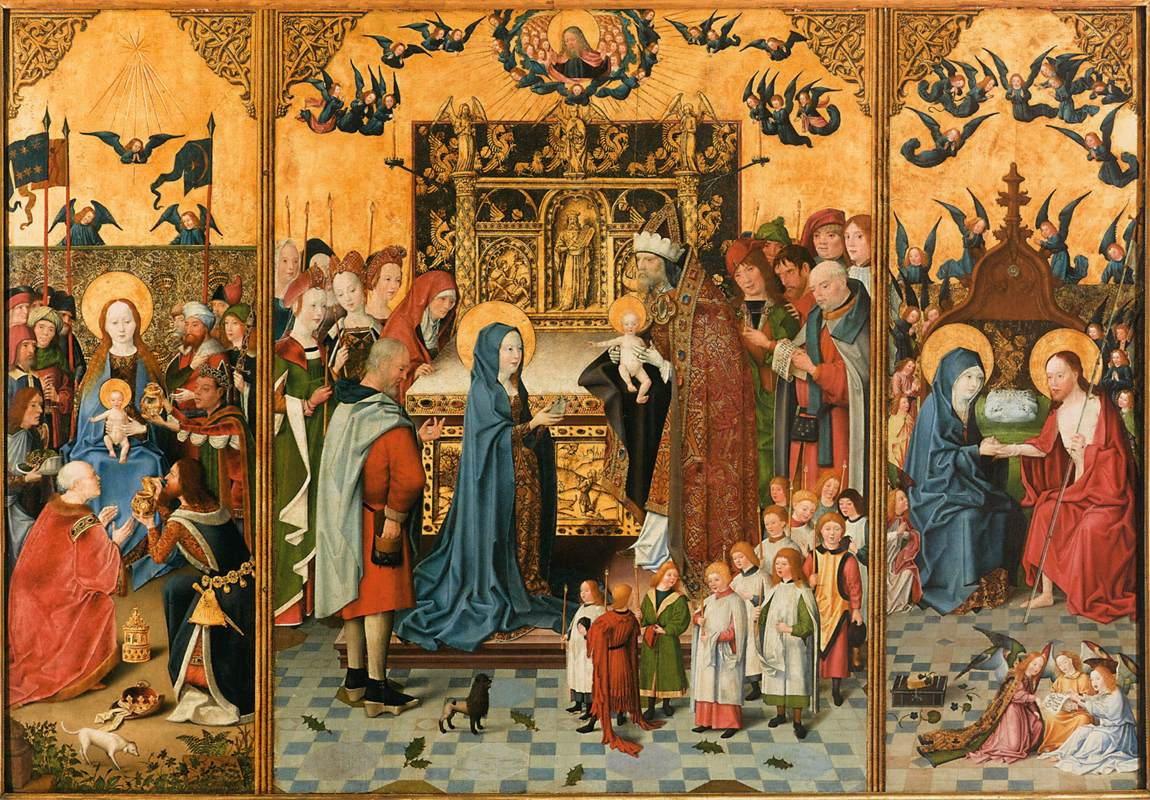
Tríptico de los siete gozos de María, 127 x 182 c. París, Museo del Louvre.

- Un "Retablo de las Siete Alegrías de María" (c.1480). Originalmente en el convento benedictino; ahora en el museo del Louvre.
- Tres "Misas de San Gregorio", una en el Museo Catharijneconvent, el Museo Wallraf-Richartz (originalmente en la Abadía de Heisterbach ) y otra en Kolumba (Museo Diocesano).
- "Circuncisión", originalmente parte del retablo de la Iglesia de Santa Columba, ahora en la Pinacoteca Antigua de Múnich. Fue una donación del concejal municipal, Johann von Questenberg y su esposa.
- "Virgen apocalíptica", en el Museo Wallraf-Richartz. Fue encargado por la familia del conde Gumprecht II de Neuenahr en 1484, para conmemorar su reciente fallecimiento.

## Otras lecturas
- Frank Günter Zehnder, Gotische Malerei en Colonia, Altkölner Bilder von 1300-1550, 2ª ed., Museo Wallraf-Richartz, 1993